# New Romantic Sailors
- ラブライブ! > ラブライブ!サンシャイン!! > Aqours > Guilty Kiss > New Romantic Sailors

「New Romantic Sailors」（ニュー ロマンティック セイラーズ）は、Aqoursから派生したミニユニット・Guilty Kissの3rdシングル。2019年11月27日にLantisより発売された。

## 概要
前作「コワレヤスキ」から約2年5ヶ月ぶりの3rdシングル。ユニットシングル3週連続リリースの第1弾。
表題曲「New Romantic Sailors」は、『ラブライブ! スクールアイドルフェスティバル』とのコラボ曲。5月30日に行われた「ラブライブ！シリーズ9周年発表会」で発売が発表された。曲中には桜内梨子のコール＆レスポンスである「梨子ちゃんビーム」をバージョンアップさせた「梨子ちゃんレーザービーム」の掛け声があるが、ライブごとにその部分のパフォーマンスが変化するという特徴があり、初披露である『バンダイナムコエンターテインメントフェスティバル』では組体操をモチーフにしたパフォーマンスで話題となった。
10月14日にNHK-FMで放送された『今日は一日ラブライブ!三昧2』でフルバージョンが公開されると、10月19日に開催されたライブフェス『バンダイナムコエンターテインメントフェスティバル』で先行披露。その後、11月15日（現地時間）にニューヨークで開催された『Lantis Matsuri 2019 at Anime NYC』でも披露された。ラブライブ!シリーズの楽曲がCD発売前にライブで披露されるのはユニット曲では初の事例となっている。
初回生産分には「Guilty Kiss First LOVELIVE! 〜New Romantic Sailors〜」のチケット二次先行抽選申込券が付属する。
キャッチコピーは「無重力でも愛してる」。このコピーが書かれた帯の裏に「Riko-Chan Laser beam!」の記載が仕掛けられている。

## 収録曲
- 全作詞：畑亜貴
  1. New Romantic Sailors
    - 作曲：杉山勝彦、ulala　編曲：ulala

  2. Love Pulsar
    - 作曲・編曲：渡辺未来

  3. Phantom Rocket Adventure
    - 作曲・編曲：本多友紀

  4. New Romantic Sailors (Off Vocal)
  5. Love Pulsar（Off Vocal）
  6. Phantom Rocket Adventure（Off Vocal）